# Robert Farnan
Robert E. Farnan (New York, 11 giugno 1877 – New York, 10 gennaio 1939) è stato un canottiere statunitense.
Farnan partecipò ai Giochi olimpici di Saint Louis 1904 con la squadra Seawanhaka Boat Club nella gara di due senza, in cui conquistò la medaglia d'oro. Il suo compagno di coppia fu Joseph Ryan.

## Palmarès
In carriera ha conseguito i seguenti risultati:
- Giochi olimpici

St. Louis 1904: oro nel due senza.